# Franco guineano
El franco (en francés: franc) es la moneda de curso legal en Guinea. Se divide en 100 céntimos y su código ISO 4217 es GNF.

## Historia

### Primer franco
El primer franco se introdujo en 1959 para sustituir al Franco CFA. Se acuñaron monedas de 1, 5, 10 y 25 francos en bronce-aluminio, y se imprimieron billetes de 50, 100, 500, 1.000, 5.000 y 10.000 francos. En 1960 se emitió una nueva serie de billetes en las mismas denominaciones excepto la de 10.000 francos. En esta segunda serie los diseños son los mismos, pero el color es distinto. En 1962 se acuñó una nueva serie de monedas en cuproníquel. En 1971 el syli sustituyó al franco con una tasa de cambio de 1 syli = 10 francos.

### Segundo franco
En 1985 se reintrodujo el franco con una tasa de cambio de 1 GNF = 1 syli. Se acuñaron monedas de 1, 5, y 10 francos, y más tarde se añadieron las denominaciones de 25 francos en 1987, y 50 francos en 1994. Los billetes que se imprimieron fueron en denominaciones de 25, 50, 100, 500, 1.000 y 5.000 francos.
En 1998 se emitió una nueva serie de billetes, y en 2006 otra nueva serie de billetes de 500, 1.000 y 5.000 francos que incorporaban nuevas medidas de seguridad. En 2007 se añadió la denominación de 10.000 francos.
| Denominación   | Color predominante | Imagen del anverso | Imagen del reverso |
| -------------- | ------------------ | ------------------ | ------------------ |
| 100 Francos    | Violeta            |                    |                    |
| 500 Francos    | Verde              |                    |                    |
| 1.000 Francos  | Rojo/Granate       |                    |                    |
| 5.000 Francos  | Azul/Violeta       |                    |                    |
| 10.000 Francos | Verde              |                    |                    |
| 20.000 Francos | Azul               |                    |                    |